# نوریکو ناکاگوشی
نوریکو ناکاگوشی (انگلیسی: Noriko Nakagoshi؛ زادهٔ ۳۱ دسامبر ۱۹۷۹) بازیگر، و مدل (شخص) اهل ژاپن است.
از فیلم‌ها یا برنامه‌های تلویزیونی که وی در آن نقش داشته‌است می‌توان به سکیگاهارا (فیلم) و انعکاس ستاره اشاره کرد.